# Theo Colenbrander

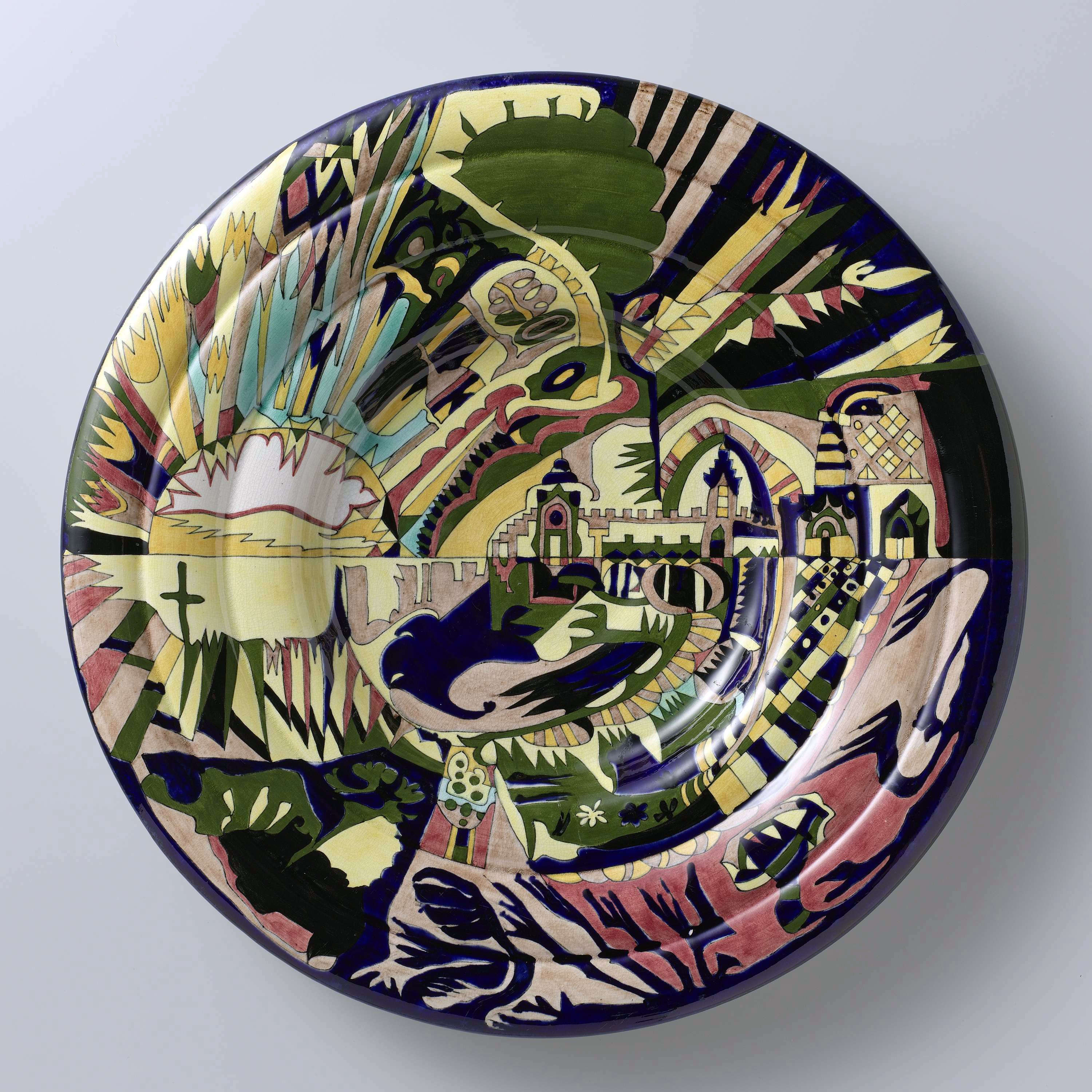
Plaketa Konstantinopole (1886, Rozenburg)

Theodoor Christiaan Adriaan (Theo) Colenbrander (31. října 1841 Doesburg – 28. května 1930 Laag-Keppel) byl nizozemský architekt, keramik a výtvarník, považovaný za prvního nizozemského průmyslového designéra.

## Život
Colenbrander se narodil v Doesburgu, kde jeho otec patřil k významným občanům a působil jako zastupitel, pojišťovací agent, pozemkový agent a ředitel mlýna na bramborovou mouku. Vedle běžné školy Theo Colenbrander získal další vzdělání u místního městského architekta. Koncem 50. let 19. století začal pracovat pro architekta L. H. Ebersona (1822–1889) v Arnhemu, pozdějího hlavního architekta Viléma III. Účastnil se architektonických soutěží a získal několik čestných ocenění. V roce 1867 se přestěhoval do Paříže, kde pomáhal při stavbě nizozemského pavilonu na Světové výstavě konané téhož roku.
Po návratu do Nizozemska se Colenbrander usadil v Haagu. V letech 1884 až 1888 byl návrhářem a uměleckým ředitelem továrny na plakety Plateelbakkerij Rozenburg v Haagu. Ta díky jeho práci významným způsobem přispěla k přeměně nizozemské dekorativní kameniny. Jeho návrhy se vyznačovaly výraznými nepravidelnými tvary a ornamenty, obvykle odvozenými z přírody a využívajícími expresionistickou paletu.
Jako designér pak Colenbrander pracoval v Deventeru, Amersfoortu, Haagu, Oosterbeeku (Renkum) a od 20. let 20. století v Arnhemu. V letech 1921 až 1924 pracoval pro keramickou firmu Plateelbakkerij Ram, která produkovala výhradně jeho návrhy.

## Ukázky

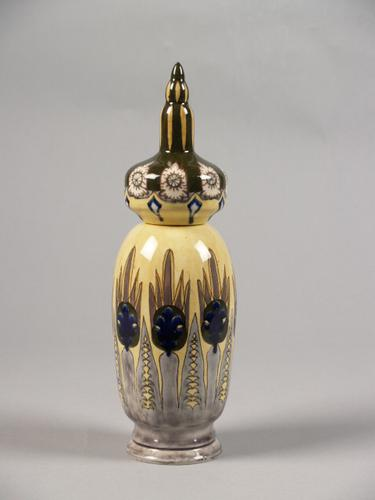
Váza s víkem a stylizovaným květinovým dekorem, 1888–89
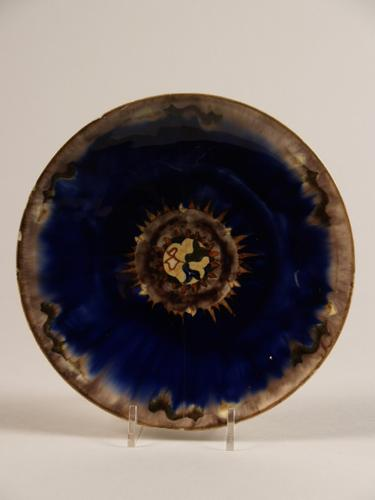
Talíř s abstraktním dekorem, 1889
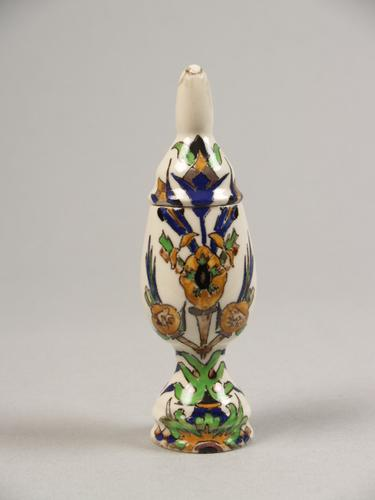
Váza s víkem a stylizovaným květinovým dekorem, 1890
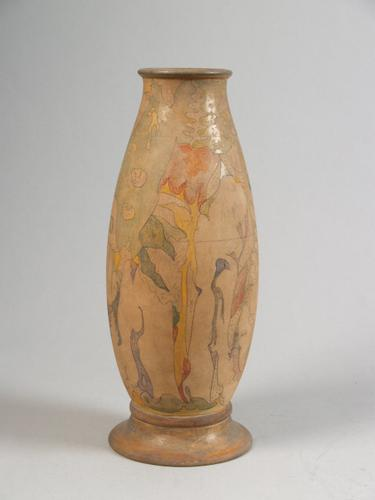
Váza Model 3 s abstraktním dekorem, 1921
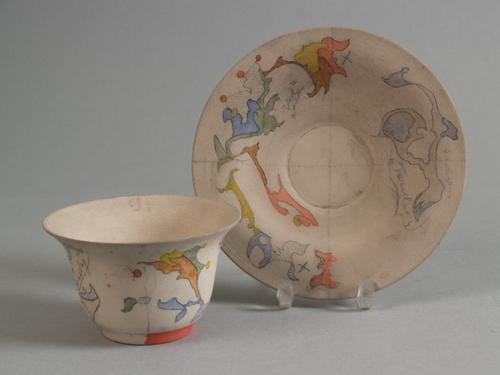
Šálek s podšálkem s abstraktním dekorem, 1921–24
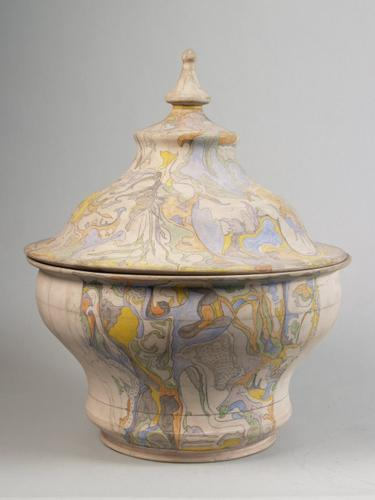
Hrnec s poklicí model 49 s abstraktním květinovým dekorem, 1924